# Hypsicera spiracularis
Hypsicera spiracularis är en stekelart som beskrevs av Valentina I. Tolkanitz 1995. Hypsicera spiracularis ingår i släktet Hypsicera och familjen brokparasitsteklar. Inga underarter finns listade i Catalogue of Life.